# Laserhawk kapitány: Egy Blood Dragon-történet
A Laserhawk kapitány: Egy Blood Dragon-történet (eredeti cím: Captain Laserhawk: A Blood Dragon Remix) 2023-tól vetített amerikai–francia 2D-s számítógépes animációs akciósorozat, amelyet Adi Shankar alkotott.
Amerikában és Magyarországon 2023. október 19-én mutatta be a Netflix.

## Ismertető
1992-ben egy alternatív történelemben az  Amerikai Egyesült Államokból Eden lett, egy disztópikus technokrácia, amelyet az azonos nevű megacég irányít, és amelyet emberek és mesterségesen létrehozott antropomorf állatok, úgynevezett "hibridek" laknak. Dolph Laserhawk, az Eden Tech Military által módosított szuperkatona megszökik, és barátjával, Alex Taylorral együtt szökevény lesz. Egy utolsó rablás során Taylor elárulja Laserhawkot, akit elfognak és az Eden fekete börtönében, a Supermaxx-ben tartanak fogva. A Supermaxx igazgatójának irányítása alatt, aki robbanószerkezetet ültetett belé, Laserhawkot kiválasztják, hogy vezesse a többi fogoly lázadóból álló, Szellemek nevű csapatot egy sor titkos műveletben, hogy aláássák Taylor terveit.

## Szereplők
| Szereplő                 | Eredeti hang        | Magyar hang       | Leírás |
| ------------------------ | ------------------- | ----------------- | --- |
| Dolph Laserhawk kapitány | Nathaniel Curtis    | Szabó Máté        | Szökevény szuperkatona és a Szellemek vezetője.                                                                |
| Sarah Fisher             | Caroline Ford       | Nemes Takách Kata | A Supermaxx börtön igazgatója, aki a Szellemek parancsát adja.                                                 |
| Varangy                  | Balak               | Rába Roland       | Béka hibrid és francia bérgyilkos, akit beszerveznek a Szellemekhez.                                           |
| Alex Taylor              | Boris Hiestand      | Törköly Levente   | Eden-ellenes forradalmár és Dolph volt barátja, aki az ellenségévé válik, miután egy rablás során elárulta őt. |
| Rayman                   | David Menkin        | Seder Gábor       | Idegen lény az X dimenzió párhuzamos világából, aki Edenben híradós és médiaszemélyiség lesz.                  |
| Marcus Holloway          | Mark Ebulue         |                   | Az Eden-ellenes DedSec ellenállási mozgalom vezetője.                                                          |
| Sam Fisher               | Nigel Barber        |                   | Volt amerikai katona és Sarah apja.                                                                            |
| Red                      | Adi Shankar         | Pálmai Szabolcs   | A Niji 6 vezetője, a Power Rangers által inspirált szuperhősök csapata, akik az Édent szolgálják.              |
| Jade                     | Courtney Mae-Briggs | Kereki Anna       | Egy fotóriporter, akit beszerveztek a Szellemekhez.                                                            |
| Pey'j                    | Glenn Wrage         | Bácskai János     | Disznóhibrid és Jade örökbefogadó nagybátyja, akit beszerveztek a Szellemekhez.                                |
| Pagan Min                | Daniel York Loh     | Tokaji Csaba      | Egy bűnbanda ura az Edenben.                                                                                   |

### Magyar változat
- Magyar szöveg: Andorai Péter Krisztián
- Hangmérnök: Formosa Group
- Vágó: Wünsch Attila
- Gyártásvezető: Vígvári Ágnes
- Szinkronrendező: Szalay Csongor
- Produkciós vezető: Fekete Márk

A szinkront a Direct Dub Studios készítette.

## Epizódok
| Sor. | Év. | Cím                   | Rendező      | Író         | Premier                             |
| ---- | --- | --------------------- | ------------ | ----------- | ----------------------------------- |
| 1.   | 1.  | 1. epizód (Episode 1) | Mehdi Leffad | Adi Shankar | 2023. október 19. 2023. október 19. |
| 2.   | 2.  | 2. epizód (Episode 2) | Mehdi Leffad | Adi Shankar | 2023. október 19. 2023. október 19. |
| 3.   | 3.  | 3. epizód (Episode 3) | Mehdi Leffad | Adi Shankar | 2023. október 19. 2023. október 19. |
| 4.   | 4.  | 4. epizód (Episode 4) | Mehdi Leffad | Adi Shankar | 2023. október 19. 2023. október 19. |
| 5.   | 5.  | 5. epizód (Episode 5) | Mehdi Leffad | Adi Shankar | 2023. október 19. 2023. október 19. |
| 6.   | 6.  | 6. epizód (Episode 6) | Mehdi Leffad | Adi Shankar | 2023. október 19. 2023. október 19. |

## A sorozat készítése
A sorozatot először 2019 októberében mutatta be a Ubisoft, Adi Shankar irányítja a projektet, bár forgalmazót nem jelentettek be. 2021 júniusában, a Netflix "Geeked Week" virtuális eseményén Shankar elárulta, hogy a Far Cry 3.: Blood Dragon hangulatán alapuló sorozatot készít. A Blood Dragon mellett a sorozatban a Ubisoft számos más szellemi termékének szereplői és elemei is szerepelnek, mint például az Assassin’s Creed, a Rayman, a Beyond Good & Evil, a Rainbow Six, a Watch Dogs és a Rabbids.